# Grand incendie d'Oulu de 1822

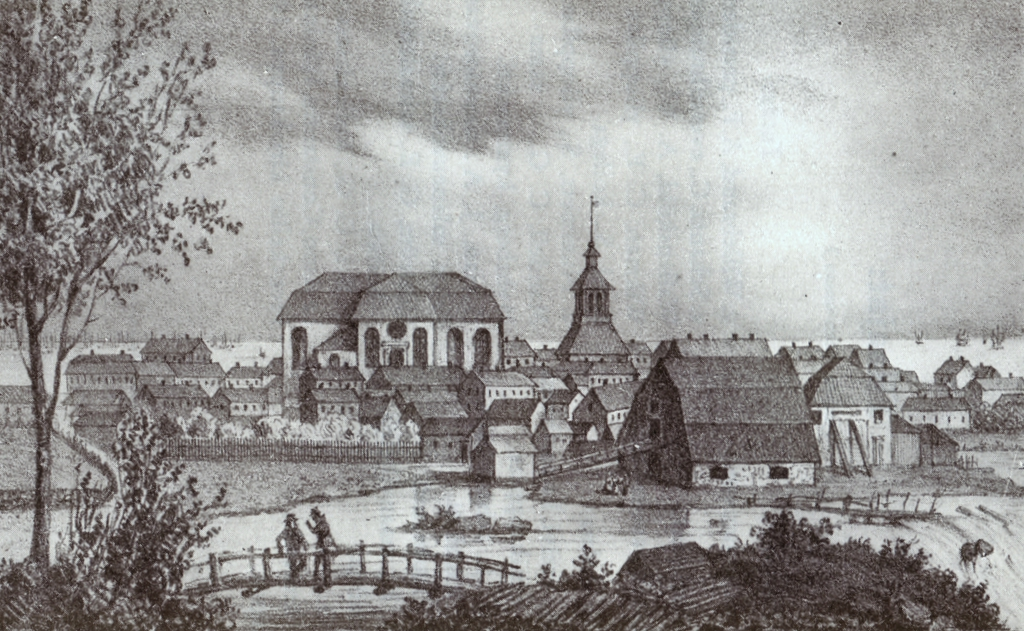
Oulu avant l'incendie de 1822.

L'incendie d'Oulu (finnois : Oulun palo) est un incendie qui en 1822 a détruit une grande partie de la ville d'Oulu en Finlande (à l'époque Uleåborg dans le grand-duché de Finlande).

## L'incendie
L'incendie de 1822 a causé de grands dommages dans le quartier de Pokkinen.
Selon les habitudes de l'époque la ville était densément construite de maisons en bois.
L'incendie débute le 23 mai 1822 dans la maison du maître teinturier Pape qui jouxte la mairie.
Le feu s'étend extrêmement vite en détruisant plusieurs quartiers de maison en bois ainsi que la charpente de la cathédrale d'Oulu dont il ne reste que les murs en pierre.
Quand l'incendie est éteint, presque toute la ville est détruite, 330 bâtiments sont entièrement ou presque totalement détruits et seuls 65 bâtiments sont saufs.
En conséquence 3 000 habitants d'Oulu sont sans domicile.

## Les suites
À la suite de l'incendie, l'école normale d'Oulu est transférée à Raahe.
Les architectes Johan Albrecht Ehrenström et Carl Ludvig Engel conçoivent un nouveau Plan hippodamien qui est validé en 1825.
Tout bâtiment construit entre-temps et non conforme au plan doit être démoli et rebâti conformément au plan.
Le plan de ville intègre l'ensemble de parcs des fossés de la ville.
À l'époque le port principal d'Oulu est le port de Toppila.